# Tapinoma andamanense
Tapinoma andamanense (лат.) — вид муравьёв подсемейства долиходерины (Dolichoderinae). Индия, Индонезия (Ява), Сингапур.

## Описание
Мелкие земляные муравьи желтовато-коричневого цвета (самки около 3 мм, рабочие вдвое мельче). Жвалы спереди с 4 зубцами, сзади с несколькими нечеткими зубцами. Глаза довольно плоские, примерно с 25 фасетками, расположены на передней трети головы. Голова округло-прямоугольная, немного длиннее ширины, сзади немного шире, чем спереди и едва окаймлена, с мало выпуклыми боками. Дорсальный профиль мезонотума и эпинотума прямые. Верхняя поверхность эпинотума едва ли более чем наполовину длиннее наклонной поверхности, которая образует с ней тупой угол и закруглена. Бёдра отчетливо утолщены.
Заднегрудка округлая без проподеальных шипиков. Нижнечелюстные щупики 6-члениковые, нижнегубные щупики состоят из 4 сегментов. Стебелёк между грудкой и брюшком состоит из одного сегмента (петиоль). Вид Tapinoma andamanense был впервые описан в 1903 году швейцарским мирмекологом Огюстом Форелем по материалам (крылатая самка) из Андаманских островов. В 1911 году был описан подвид Tapinoma andamanense capsincola Forel, 1911 с острова Ява, а в 2011 он найден в Сингапуре.
В Сингапуре колонии Tapinoma andamanense capsincola были обнаружены в саду, в частности, в сухой ветке дерева Jambu, в засохшем бамбуке и в полых веточках мангустиновых деревьев. Также отдельные экземпляры были собраны в ловушки, установленные в основном в нарушенных фрагментах вторичного леса, в полугородских условиях.